# Pentax Auto 110
Les Pentax Auto 110 i Pentax Auto 110 Super són càmeres reflex fabricades per Asahi Pentax a partir de 1978, que utilitzen el cartutx de format 110 de Kodak. Destacant per la seva petita mida, l’Auto 110 es va comercialitzar inicialment amb tres objectius intercanviables de diafragma 2.8: l'estàndard de 24 mm (equivalent a 48 mm), un gran angular de 18 mm (36 mm) i un teleobjectiu curt de 50 mm (100 mm). Més tard apareix un teleobjectiu de 70 mm (140 mm), un zoom de 20-40 mm (40-80 mm) i una versió de 18 mm. A més, el fabricant independent de lents Soligor va produir un teleconvertidor 1,7x. El 1982 es va introduir el model Super. El sistema de càmeres es va vendre fins al 1985. El sistema complet de vegades es coneix com el Pentax System 10, tot i que la majoria de les pròpies mencions de Pentax només utilitzen el nom de la càmera o Pentax-110.
L'exposició era totalment automàtica sense cap configuració manual i les exposicions programades oscil·laven entre 1/750 segons a f/13,5 i 1 segon a f/2,8. Hi ha un llum d'advertència que indica que s'està utilitzant un temps d'exposició llarg, per així utilizar un trípode.
A més de les lents, el que va fer d'aquest un sistema de càmera van ser tots els accessoris que incloïen filtres UV i skylight, jocs de lents de macro i parasols de goma juntament amb 2 flaixos diferents i un motor.
La diferencia entre els dos models, és bàsicament que en la Super hi ha un temporitzador i mode bloqueig.